# روس هاگن
روس هاگن (انگلیسی: Ross Hagen؛ ۲۱ مهٔ ۱۹۳۸ – ۷ مهٔ ۲۰۱۱) یک هنرپیشه، فیلم‌نامه‌نویس، و تهیه‌کننده اهل ایالات متحده آمریکا بود.